# Penicillium sinaicum
Penicillium sinaicum är en svampart som beskrevs av Udagawa & S. Ueda 1982. Penicillium sinaicum ingår i släktet Penicillium och familjen Trichocomaceae.   Inga underarter finns listade i Catalogue of Life.